# ...Y todo es vanidad
...Y todo es vanidad es un álbum homenaje al cantautor Javier Krahe, editado originalmente en 2004.
Conmemora los 25 años de carrera musical de Krahe, que debutó en 1979, en un local de Madrid llamado La Aurora, junto a Chicho Sánchez Ferlosio. En él, repasan su cancionero artistas de diferentes estilos musicales: roqueros como Rosendo o Julián Hernández, cantaores como Enrique Morente o Diego El Cigala, cantautores como Joaquín Sabina, Joan Manuel Serrat, e incluso actores y presentadores como Santiago Segura, Iñaki Gabilondo, Pilar Bardem y Luis Tosar.
Además, junto a los 2 CD que componen el homenaje, hay un documental llamado Esta no es la vida privada de Javier Krahe, dirigido por Ana Murugarren y Joaquín Trincado.

## Listado de temas

### CD 1
1. "...Y todo es vanidad" (Rosendo)
2. "Abajo el alzheimer" (Enrique Morente)
3. "Villatripas" (Jesús Cifuentes)
4. "Sábanas de seda" (Alejandro Sanz)
5. "Carne de cañón al chilindrón" (Pilar Bardem y Luis Tosar)
6. "Si lo llego a saber" (Pablo Carbonell)
7. "Hoy por hoy" (Gemma y Pavel)
8. "Nembutal" (Lichis)
9. "Ron de caña" (Jimmy Ríos)
10. "Nos ocupamos del mar" (Mónica Molina)
11. "Paréntesis" (Pepín Tre)
12. "Once años antes" (Joan Manuel Serrat)
13. "Alta velocidad" (Iñaki Gabilondo)
14. "Cuervo ingenuo" (Moncho Alpuente)

### CD 2
1. "Don Andrés Octogenario" (Joaquín Sabina)
2. "Sobresaltos de plata" (Diego El Cigala)
3. "¿Dónde se habrá metido esta mujer?" (Julián Hernández)
4. "Pijama blanco" (Luis Eduardo Aute)
5. "Un burdo rumor" (Santiago Segura)
6. "Salomé" (Javier Ruibal)
7. "La perversa Leonor" (Miguel Ríos)
8. "La Hoguera" (Nono García y Eva Durán)
9. "Días de playa" (Pedro Guerra)
10. "En la costa suiza" (Carmen París)
11. "Antípodas" (Wyoming y Reverendo)
12. "Mi mano en pena" (Albert Plà)
13. "Alta velocidad" (Annick Bloyard)
14. "La Yeti" (Diego Carrasco)

- Datos: Q5649520